# Ian Book
(en) Statistiques sur pro-football-reference
Ian Book, né le 30 mars 1998 à El Dorado Hills en Californie, est un sportif professionnel américain de football américain jouant au poste de quarterback dans la National Football League (NFL) depuis la saison 2021..-
Après avoir joué au niveau universitaire pour les Fighting Irish de Notre Dame dans la NCAA Division I FBS, il est sélectionné lors de la draft 2021 par la franchise des Saints de La Nouvelle-Orléans de la National Football League (NFL) où il ne dispute qu'un seul match. Il se lie ensuite avec les Eagles de Philadelphie où il est Cantonné à un rôle de remplaçant (2022), les Patriots de la Nouvelle-Angleterre et leur équipe d'entraînement (2023) et les Chiefs de Kansas City en tant que réserviste.

## Biographie

### Jeunesse
Book grandit à El Dorado Hills en Californie et joue au football américain de niveau lycéen (High School) pour le lycée Oak Ridge (en).

### Carrière universitaire
Après le lycée, Book est fortement pressenti pour intégrer l'université d'État de Washington mais il décide finalement de s'inscrire à l'université de Notre-Dame-du-Lac où il joue pendant cinq saisons pour les Fighting Irish.

#### 2016
Book ne joue pas lors de son année freshman (redshirt) afin de se préserver une année d'éligibilité. Il est considéré comme ultime réserviste des titulaires Malik Zaire (en) et DeShone Kizer ainsi que du premier réserviste Brandon Wimbush (en).

#### 2017
En 2017, Book est désigné premier réserviste de Brandon Wimbush désigné titulaire. Ce dernier étant blessé, Cook devient titulaire le 7 octobre, contre les Tar Heels de la Caroline du Nord et remporte le match 33 à 10. Il monte au jeu lors du Citrus Bowl 2018 et permet aux Irishs de battre les Tigers de LSU 21 à 17.

#### 2018
Après deux victoires peu convaincantes contre des adversaires non classés (Ball State et Vanderbilt) en début de saison 2018, Book est désigné titulaire à la place de Wimbush et gagne 56 à 27 le match en déplacement contre Wake Forest, Book gagnant 325 yards à la passe, inscrivant deux touchdowns à la passe et trois autres à la course. La semaine suivante, il bat en déplacement Stanford classé no 7 du pays sur le scsore de 37 à 17, gagnant 278 yards à la passe et inscrivant 4 touchdowns. Notre Dame de remonter au classement. Classés no 3 du pays lors du match de la 10e semaine contre Northwestern, il inscrit deux touchdowns et gagne 23 yards dans les dernières minutes ce qui permet à son équipe de gagner 31 à 21. Notre Dame termine invaincue la saison régulière et participe pour la première fois de son histoire au College Football Playoff. Lors du Cotton Bowl Classic 2018, ils sont battus 3 à 30 en demi finale par les futurs champions nationaux, les Tigers de Clemson.

#### 2019
Le 14 septembre 2019, Book gagne 360 yards, inscrit cinq touchdowns à la passe et un supplémentaire à la course. Il remporte le match 66 à 14 joué contre New Mexico établissant le plus grand nombre de points inscrits lors d'un premier match de saison régulière depuis 1932. Le 5 octobre, il inscrit cinq touchdowns lors de la première mi-temps du match contre Bowling Green devenant le premier joueur de Notre Dame à effectuer cette performance. Book inscrit ensuite quatre touchdowns contre Duke le 9 novembre et cinq le 16 novembre contre la Navy devenant le premier quarterback de l'histoire de Notre Dame à inscrire cinq touchdown à la passe au cours de trois matchs d'une même saison régulière.

#### 2020
Le 29 décembre 2019, Book annonce via Instagram qu'il jouera encore pour Notre Dame. Le 5 décembre 2020, il dépasse Tom Clements, Ron Powlus (en) et Brady Quinn pour le plus grand nombre de matchs gagnés (30) par un quarterback de Notre Dame. Ses 72 touchdowns inscrits à la passe sont le deuxième meilleur total de Notre Dame. Il est classé 9e au Trophée Heisman 2020. Il qualifie à nouveau Notre Dame pour le College Football Playoff mais ne peut éviter la défaite 14-31, en demi finale, lors du Rose Bowl 2021 disputé contre Alabama.

### Carrière professionnelle

#### NFL Scouting Combine
| Taille        | Poids          | Bras            | Main           | Sprint   | Sprint   | Sprint   | Shuttle 20 yards | 3 cones drill | Détente         | Détente            | Développé couché | Test Wonderlic |
| Taille        | Poids          | Bras            | Main           | 40 yards | 10 yards | 20 yards | Shuttle 20 yards | 3 cones drill | verticale       | horizontale        | Développé couché | Test Wonderlic |
| 1,83 m (6 ft) | 96 kg (211 lb) | 80 cm (31 ⅜ in) | 25 cm (8 ⅞ in) | 4,65 s   | 1,71 s   | 2,65 s   | 4,20 s           | 7,00 s        | 83 cm (35 ½ in) | 2,92 m (9 ft 7 in) | -                | -              |

#### Draft
Ian Book est sélectionné en 133e choix global lors du quatrième tour de la draft 2021 par la franchise des Saints de La Nouvelle-Orléans.

#### Saints de La Nouvelle-Orléans
Book signe son contrat rookie avec les Saints le 8 juin 2021.

#### Eagles de Philadelphie
Le 30 août 2022, il est mis en ballottage (waivers) par les Saints. Le lendemain, il est réclamé par les Eagles de Philadelphie mais ne prend part à aucun match officiel. Le 29 août 2023, les Eagles le replacent en ballotage et il devient agent libre.

#### Patriots de la Nouvelle-Angleterre
Le 13 septembre 2023, Book signe avec les Patriots de la Nouvelle-Angleterre dans leur équipe d'entraînement mais est libéré cinq jours plus tard et redevient agent libre.

#### Chiefs de Kansas City
Le 10 janvier 2024, Book signe un contrat de réserviste/futur avec les Chiefs de Kansas City. Les Chiefs remportent le Super Bowl LVIII le 11 février 2024 en battant les 49ers de San Francisco 25 à 22, Book n'étant pas repris dans l'effectif.

## Statistiques

### Universitaires
| Année       | Équipe                       | Statut      | MJ |              | Passes       | Passes       | Passes       | Passes       | Passes       | Passes       | Passes       |              | Courses      | Courses      | Courses | Courses |
| Année       | Équipe                       | Statut      | MJ | Tentées      | Réussies     | Pct.         | Yards        | TD           | Int.         | Éval.        | Tentées      | Yards        | Moy.         | TD           |         |         |
| 2016        | Fighting Irish de Notre Dame | Fr.         | 0  | N'a pas joué | N'a pas joué | N'a pas joué | N'a pas joué | N'a pas joué | N'a pas joué | N'a pas joué | N'a pas joué | N'a pas joué | N'a pas joué | N'a pas joué |         |         |
| 2017        | Fighting Irish de Notre Dame | So.         | 12 | 075          | 046          | 61,3         | 0456         | 04           | 4            | 119,3        | 038          | 206          | 5,4          | 0            |         |         |
| 2018        | Fighting Irish de Notre Dame | Jr.         | 12 | 312          | 214          | 68,2         | 2 628        | 19           | 7            | 154,0        | 095          | 280          | 2,9          | 4            |         |         |
| 2019        | Fighting Irish de Notre Dame | Sr.         | 13 | 399          | 240          | 60,2         | 3 034        | 34           | 6            | 149,1        | 112          | 546          | 4,9          | 4            |         |         |
| 2020        | Fighting Irish de Notre Dame | Sr.         | 12 | 353          | 228          | 64,6         | 2 830        | 15           | 3            | 144,3        | 116          | 485          | 4,2          | 9            |         |         |
| Totaux NCAA | Totaux NCAA                  | Totaux NCAA | 47 | 1 141        | 728          | 63,8         | 8 948        | 72           | 20           | 147,0        | 361          | 1 517        | 4,2          | 17           |         |         |

### Professionnelles
| Année      | Équipe                        | MJ |         | Passes   | Passes | Passes | Passes | Passes | Passes | Passes  |       | Courses | Courses | Courses | Courses |     | Sacks  | Sacks |  | Fumbles | Fumbles |
| Année      | Équipe                        | MJ | Tentées | Réussies | Pct.   | Yards  | TD     | Int.   | Éval.  | Tentées | Yards | Moy.    | TD      | Nb.     | Yards   | Nb. | Perdus |       |  |         |         |
| 2021       | Saints de La Nouvelle-Orléans | 1  | 20      | 12       | 60,0   | 135    | 0      | 2      | 40,6   | 3       | 6     | 2,0     | 0       | 8       | 54      | 0   | 0      |       |  |         |         |
| Totaux NFL | Totaux NFL                    | 1  | 20      | 12       | 60,0   | 135    | 0      | 2      | 40,6   | 3       | 6     | 2,0     | 0       | 8       | 54      | 0   | 0      |       |  |         |         |